# Presidente del Comitato per la politica e le risorse di Guernsey
Il Presidente del Comitato per la politica e le risorse di Guernsey (abbreviato in modo informale come Presidente del P&RC) è il capo del governo di Guernsey e presidente del Comitato per la politica e le risorse. Il capo del governo non è eletto direttamente dal popolo, ma piuttosto dal legislatore, gli Stati di Guernsey.
Lyndon Trott è il attuale presidente del Comitato per la politica e le risorse. È entrato in carica il 13 dicembre 2023.

## Storia
A seguito di una riforma delle istituzioni di Guernsey adottata nel luglio 2015, il 1º maggio 2016 è stato creato un comitato senior di cinque membri, Comitato per la politica e le risorse, guidato da un presidente per sostituire il Consiglio per le politiche. La carica di Ministro capo, che presiedeva il Policy Council, è stata abolita, insieme al sistema di governo ministeriale.

## Selezione
I 40 membri degli Stati di Guernsey tengono un'elezione a scrutinio segreto per determinare il presidente, con successivi turni di votazione che continuano fino a quando non viene eletto un vincitore assoluto. Tutti i candidati devono essere proposti e appoggiati. Il presidente del comitato è de facto il capo del governo di Guernsey e può ricevere il titolo di "Ministro capo". 

## Lista dei Presidenti del P&RC
| # | Nome            | Mandato          | Mandato          | Note  |
| - | --------------- | ---------------- | ---------------- | ----- |
| 1 | Gavin St Pier   | 4 maggio 2016    | 16 ottobre 2020  | [ 1 ] |
| 2 | Peter Ferbrache | 16 ottobre 2020  | 13 dicembre 2023 | [ 2 ] |
| 3 | Lyndon Trott    | 13 dicembre 2023 | in carica        |       |